# Неєтрейне
Неєтрейне (нід. Nijetrijne) — село в нідерландській провінції Фрисландія. Входить до муніципалітету Вестстеллінгверф.
Його площа становить 7,94км², а населення станом на 2021 рік складало 140 осіб.
Перша згадка про населений пункт датується 1320 роком.

## Галерея

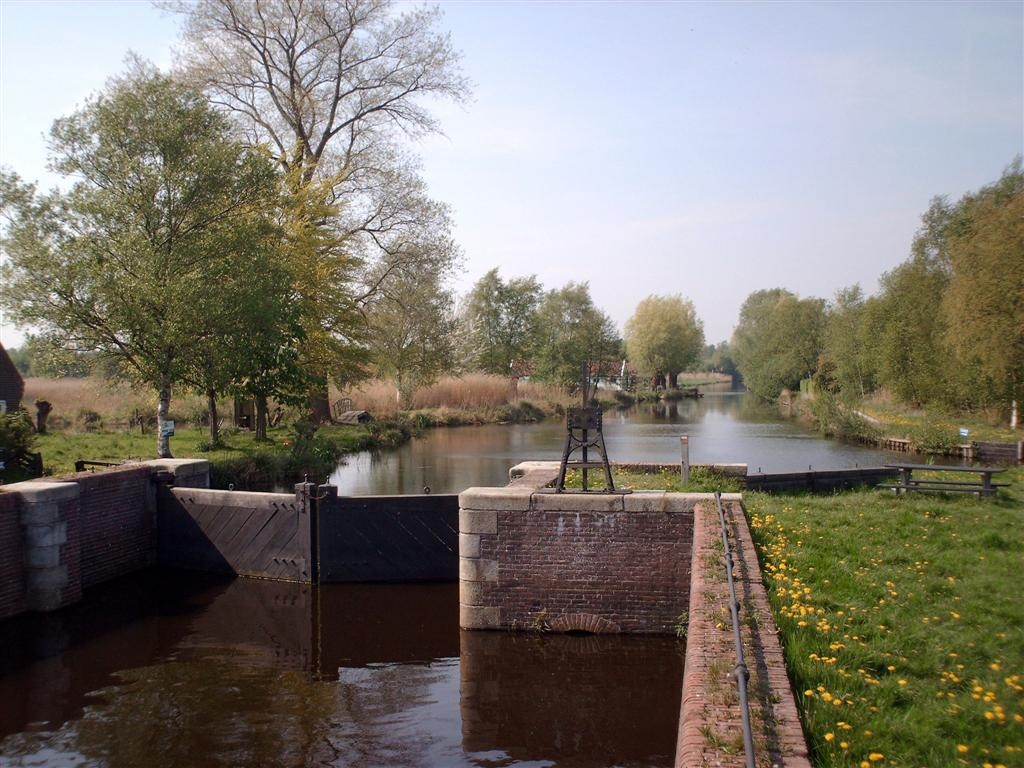
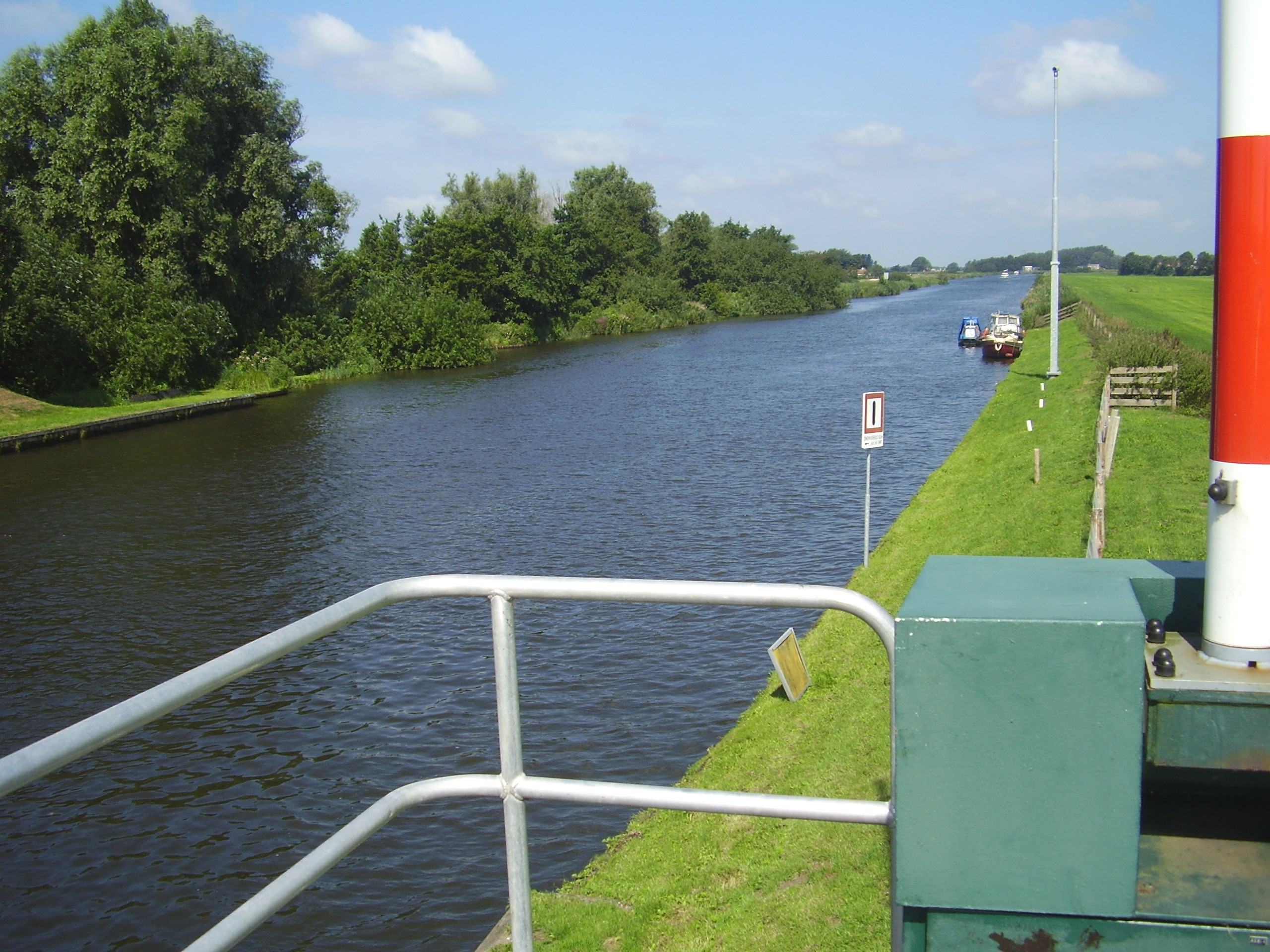
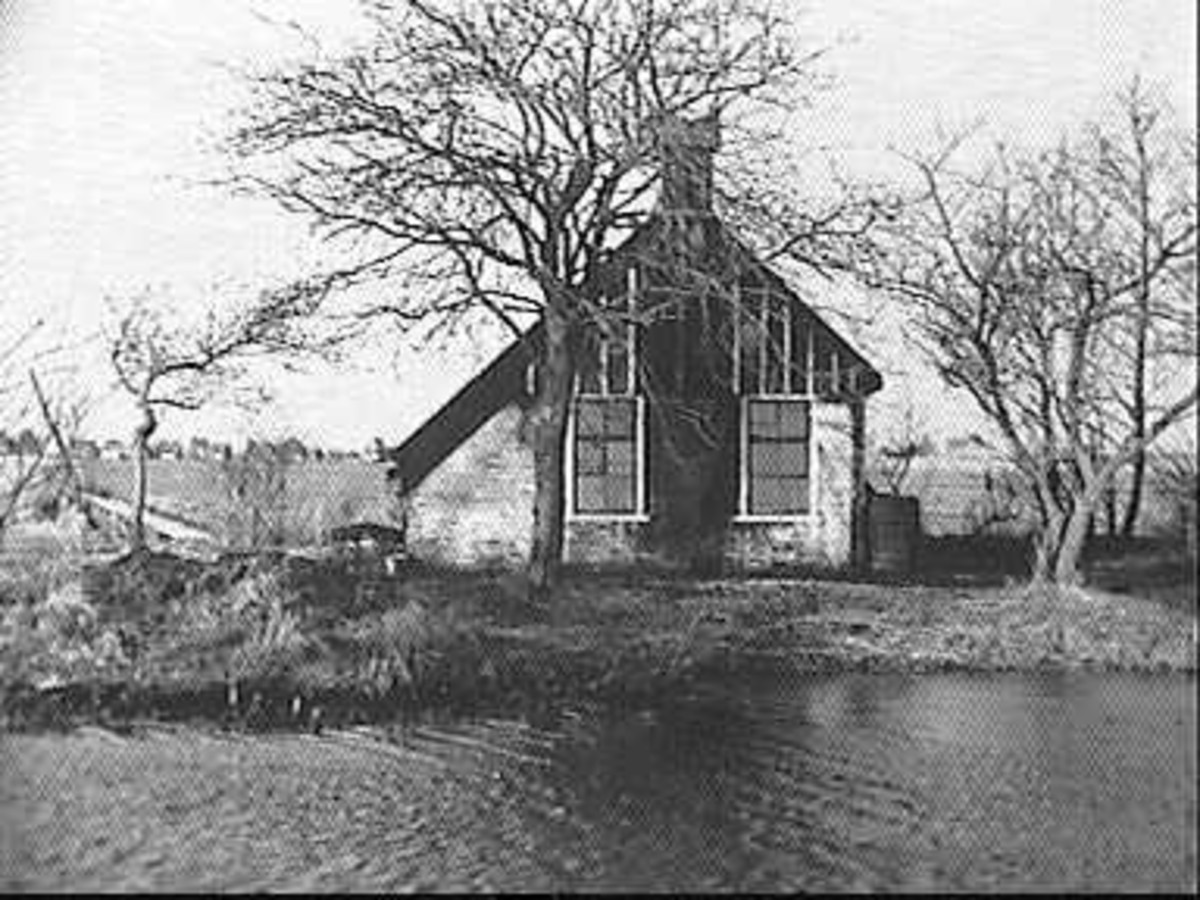